# Си Мохамед, Седрик
Се́дрик Си Моха́мед (араб. سدريك سي محمد‎, фр. Cédric Si Mohamed, 9 января 1985, Роан, Рона — Альпы, Франция) — алжирский футболист, вратарь клуба «Сен-Сир». Выступал в сборной Алжира. Участник чемпионата мира 2014.

## Клубная карьера
Воспитанник клуба «Шатнуа-ле-Руаяль», в 12 лет перешёл в «Геньон» и играл в его юношеских командах. В 2005 году дебютировал на взрослом уровне в составе клуба четвёртого дивизиона «Изёр», за следующие три года сменил ещё три любительских клуба четвёртого дивизиона — «Юра Сюд», «Везуль» и «Монсо». В клубе «Юра Сюд» Седрик играл под руководством тренера Диего Гарзитто, с которым потом пересечётся в алжирской «Константине».
Летом 2009 года Си Мохамед перешёл в алжирский клуб высшего дивизиона «ЖСМ Беджая». Его дебют состоялся 6 августа 2009 года в матче против «Эль-Эульма» (1:1). В сезонах 2010/11 и 2011/12 Си Мохамед в составе «Беджая» становился вице-чемпионом Алжира.
В 2013 году подписал двухлетний контракт с другим алжирским клубом — «Константина».

## Международная карьера
В октябре 2009 года Си Мохамед впервые вызван в так называемую сборную «А» Алжира, в которой играют футболисты национального чемпионата. В её составе он дебютировал 3 марта 2010 года в матче с Лихтенштейном.
26 мая 2012 года сыграл первый матч в главной сборной Алжира против команды Нигера (3:0). Был в составе сборной на Кубках Африканских Наций 2013 и 2015 и Чемпионате мира-2014, но не выходил на поле.
| Матчи за сборную Алжира | Матчи за сборную Алжира | Матчи за сборную Алжира | Матчи за сборную Алжира | Матчи за сборную Алжира | Матчи за сборную Алжира | Матчи за сборную Алжира |
| ----------------------- | ----------------------- | ----------------------- | ----------------------- | ----------------------- | ----------------------- | ----------------------- |
| №                       | Дата                    | Соперник                | Счёт                    | Минуты                  | Голы                    | Соревнование            |
| 1                       | 26 мая 2012             | Нигер                   | 3:0                     | 90                      | -0                      | Товарищеский матч       |

## Личная жизнь
Отец Седрика алжирец, а мать — француженка.